# 橋本剛
橋本 剛（はしもと つよし、1969年6月28日 - ）は、日本の政治家、行政書士、農林水産官僚。元長崎市議会議員（1期）。長崎女子短期大学学長兼理事長。

## 経歴

### 生い立ち
- 長崎県長崎市八幡町出身[2]。父は長崎県庁職員。
- 福江市双葉幼稚園
- 福江市立緑が丘小学校
- 長崎市立高尾小学校
- 佐世保市立中里小学校
- 佐世保市立中里中学校
- 長崎県立長崎北高等学校
- 早稲田大学政治経済学部政治学科（地方自治論）入学[2]。

### 官界にて
- 1993年農林水産省に入省、水産庁漁政課配属。
- 1995年農林水産省構造改善局農政部
- 1997年農林水産省農蚕園芸局[3]。
- 1998年、アメリカ合衆国のジョージタウン大学政策大学院に留学し、政策学修士号（MPP）を取得[3]。
- 2000年農林水産省構造改善局農政部管理課課長補佐
- 2001年農林水産省農村振興局土地改良企画課課長補佐。本省勤務に加え、水産庁や環境省への出向も経験
- 2002年環境省自然環境局カルタヘナ議定書国内担保法制定準備室副室長
- 2003年農林水産省大臣官房国際部貿易関税課総括課長補佐
- 2004年農林水産省大臣官房国際部調整課総括課長補佐
- 2006年農林水産省大臣官房国際部国際政策課国際専門官。同年農林水産省生産局畜産部牛乳乳製品課課長補佐
- 2008年農林水産省大臣官房秘書課課長補佐。同年農林水産省大臣官房文書課総括課長補佐
- 2009年農林水産省大臣官房政策課首席政策調整官・農林水産省改革推進室長を最後に退官した[3]。

### 政界にて
- 2010年2月21日投開票の長崎県知事選挙に民主・社民・国民新の与党3党及び民主党の支持団体の一つである連合長崎の推薦を受けて立候補。自由民主党や長崎県の財界等が擁立した前長崎県副知事の中村法道に約9万票差で敗れた。
- 2010年5月より川越孝洋衆議院議員の政策担当秘書を務める[4]。
- 2011年3月、東日本大震災を受けて東北地方から避難してきた被災者の生活を支援する「長崎ソカイネットワーク」の設立に参加し、共同世話人を務める[4]。
- 2013年4月、行政書士試験に合格し、「橋本剛行政書士事務所」を開設[4]。
- 同年9月より大阪市特別参与（～2015年3月）[4]。
- 2015年4月、長崎市議会議員選挙に無所属で出馬し、得票数トップで初当選した[5]。
- 2019年1月、五輪清隆長崎市議会議長に議員辞職願を提出し辞職[6]。同年4月の長崎市長選挙に出馬するも、現職の田上富久に敗れ落選した[7]。

### 近年
- 2019年6月、一般社団法人出島総研設立。代表理事に就任。
- 2020年4月、一般社団法人サイバースマートシティ創造協議会（2020年当時は益田サイバースマートシティ創造協議会。2021年3月、名称変更）代表理事に就任(共同代表)。島根県益田市におけるスマートシティづくりに取り組むほか、2021年はインドネシア・バリ州サヌールにおいて経済産業省の支援を受けて実証調査を実施した。
- 2021年12月、行政書士事務所「グリーングロウス行政書士事務所」に改称。
- 2019年度より早稲田大学総合研究機構システム競争力研究所招聘研究員。
- 2025年に開学したZEN大学においては知能情報社会学部の客員講師を兼任した[8]。

## 2010年長崎県知事選挙
2009年11月16日付で農林水産省を退官し、28日に長崎市内のホテルで開いた記者会見で、長崎県知事選挙に民主党の推薦を受けて出馬する意向を表明した。連立政権を組む社会民主党、国民新党も橋本を推薦した。選挙戦では民主党や連合長崎で構成された政治団体「新生長崎県民の会」を中心に、民主党所属の長崎県選出国会議員や鳩山内閣の閣僚、小沢一郎幹事長らの応援も受けたが、鳩山首相や小沢幹事長の政治資金問題や、連合長崎の加盟組織の一つである長崎県職員組合の自主投票も影響し、前長崎県副知事の中村法道に敗れた。鳩山首相は長崎県知事選での与党推薦候補の敗北について、記者会見で質問を受け、「政治と金の問題を真摯に受け止める必要がある」と答えた。
なお、2009年9月まで農林水産大臣を務めていた自由民主党政調会長の石破茂は、橋本について「私は全くこの方を存じ上げません。知事候補として擁立するために急遽箔付けの発令でもしたのでしょうか。そもそも「脱官僚」を唱えながら中央官僚を擁立する民主党の手法はいかがなものか」と自身のブログで批判した。

## 2019年長崎市長選挙
2019年4月14日告示の長崎市長選挙において、現職の田上に対し、橋本含む新人3名で挑んだ。選挙戦では、同市の人口減少が深刻化する中、市が経済対策の一環として計画している施設の建設など大型事業の是非が争点となった。

## 著作
- 『長崎アラカルト』（ブイツーソリューション、2013年2月）
- 『つよしの長崎みらい丼』（ブリッジベース、2018年7月）